# Riama colomaromani
Espèce
Synonymes
- Proctoporus colomaromani Kizirian, 1996

Riama colomaromani est une espèce de sauriens de la famille des Gymnophthalmidae.

## Répartition
Cette espèce est endémique de la province de Pichincha en Équateur.

## Étymologie
Cette espèce est nommée en l'honneur de Luis Aurelio Coloma Román.

## Publication originale
- Kizirian, 1996 : A review of Ecuadorian Proctoporus (Squamata: Gymnophthalmidae) with descriptions of nine new species. Herpetological Monographs, vol. 10, p. 85-155.